# Hổ mới châu Á

Hổ mới châu Á (màu vàng) bao gồm 5 nước: Indonesia, Malaysia, Philippines, Thái Lan và Việt Nam. Hổ châu Á (màu đỏ) bao gồm: Hàn Quốc, Hồng Kông, Singapore và Đài Loan.

Hổ mới châu Á hay Tiểu Hổ châu Á (tiếng Trung: 亞洲小虎, Á châu tiểu hổ; tiếng Anh: Tiger Cub Economies) là nền kinh tế của các quốc gia công nghiệp mới có nền kinh tế lớn và giàu tiềm năng phát triển ở khu vực Đông Nam Á, bao gồm Indonesia, Thái Lan, Malaysia và Philippines. Thuật ngữ này sau đó bổ sung thêm Việt Nam, mặc dù Việt Nam chưa phải là quốc gia công nghiệp mới nhưng có tỉ lệ tăng trưởng hàng năm khá cao.
Thuật ngữ Hổ mới châu Á được đặt dựa theo bốn con hổ châu Á, do các quốc gia này cố gắng tuân theo cùng một mô hình phát triển kinh tế và công nghệ hướng vào xuất khẩu đã đạt được bởi các quốc gia giàu có, công nghệ cao, công nghiệp hóa và phát triển, cũng như các nền kinh tế đang phát triển này được kỳ vọng sẽ kế thừa, tiếp nối di sản thành công của các quốc gia và vùng lãnh thổ phát triển, đi tiên phong của châu Á như Hàn Quốc, Hồng Kông, Singapore và Đài Loan. "Những con hổ con" ở đây dùng để ám chỉ rằng: khu vực Đông Nam Á tuy nền công nghiệp còn non trẻ, trình độ phát triển mỗi nơi còn có sự chênh lệch nhất định nhưng với lợi thế về dân số trẻ, giàu tiềm năng, sẽ phát triển, dần hoàn thiện để trở thành "hổ trưởng thành". Theo dự báo của HSBC và Goldman Sachs, đến năm 2050, những quốc gia này sẽ nằm trong danh sách 50 nước dẫn đầu thế giới theo quy mô nền kinh tế. Trong đó, Việt Nam và Philippines thậm chí còn lọt vào top 10 nền kinh tế lớn nhất trên thế giới.
Các doanh nhân Trung Quốc ở nước ngoài đã đóng một vai trò quan trọng trong sự phát triển của khu vực tư nhân trong khu vực. Các doanh nghiệp này là một phần của mạng lưới tre lớn hơn, một mạng lưới các doanh nghiệp Hoa kiều hoạt động tại thị trường các nước đang phát triển như Malaysia, Indonesia, Thái Lan và Philippines có chung mối quan hệ gia đình và văn hóa. Việc Trung Quốc chuyển mình thành một cường quốc kinh tế lớn trong thế kỷ 21 đã dẫn đến việc tăng cường đầu tư vào các nước Đông Nam Á nơi có mạng lưới tre.

## Dữ liệu năm 2020
Số liệu GDP và GDP bình quân đầu người theo số liệu tháng 7 năm 2020 của Ngân hàng Thế giới.
| Thứ hạng | Quốc gia    | Dân số(hàng triệu) | GDP danh nghĩa hàng triệu đô la Mỹ | GDP danh nghĩa bình quân đầu người đô la Mỹ | GDP (PPP) hàng triệu đô la Mỹ | GDP (PPP) bình quân đầu người đô la Mỹ |
| -------- | ----------- | ------------------ | ---------------------------------- | ------------------------------------------- | ----------------------------- | -------------------------------------- |
| —        | ASEAN       | 654.306            | 3.173.141                          | 4.849                                       | 8.454.651                     | 12.921                                 |
| 1        | Indonesia   | 266.998            | 1.119.191                          | 4.136                                       | 3.329.169                     | 12.302                                 |
| 2        | Thái Lan    | 67.913             | 543.650                            | 7.808                                       | 1.338.781                     | 19.228                                 |
| 3        | Philippines | 108.307            | 376.796                            | 3.485                                       | 1.003.038                     | 9.277                                  |
| 4        | Malaysia    | 32.801             | 338.280                            | 11.415                                      | 978.780                       | 29.340                                 |
| 5        | Việt Nam    | 95.494             | 354.800                            | 3.758                                       | 1.142.177                     | 11.677                                 |

## Các nền kinh tế châu Á nổi bật

### Nền kinh tế đi tiên phong
- Kinh tế Nhật Bản

### Hổ châu Á/Rồng châu Á
- Kinh tế Hàn Quốc
- Kinh tế Đài Loan
- Kinh tế Singapore
- Kinh tế Hồng Kông

### Hổ mới châu Á
- Kinh tế Indonesia
- Kinh tế Thái Lan
- Kinh tế Malaysia
- Kinh tế Philippines
- Kinh tế Việt Nam

### Siêu cường tiềm năng
- Kinh tế Trung Quốc
- Kinh tế Ấn Độ

## Hình ảnh

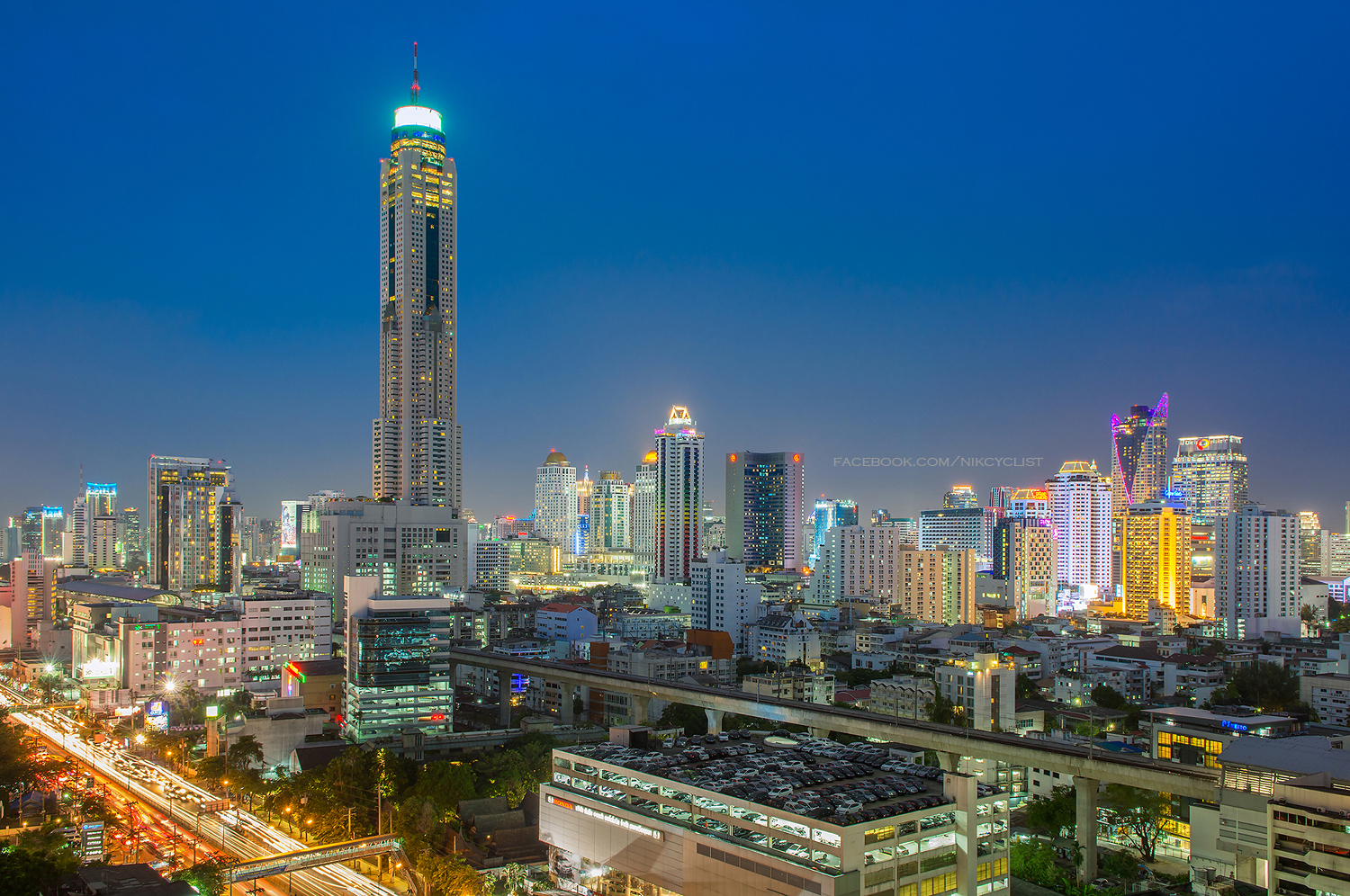
Tòa nhà Tháp Baiyoke II, Băng Cốc, Thái Lan
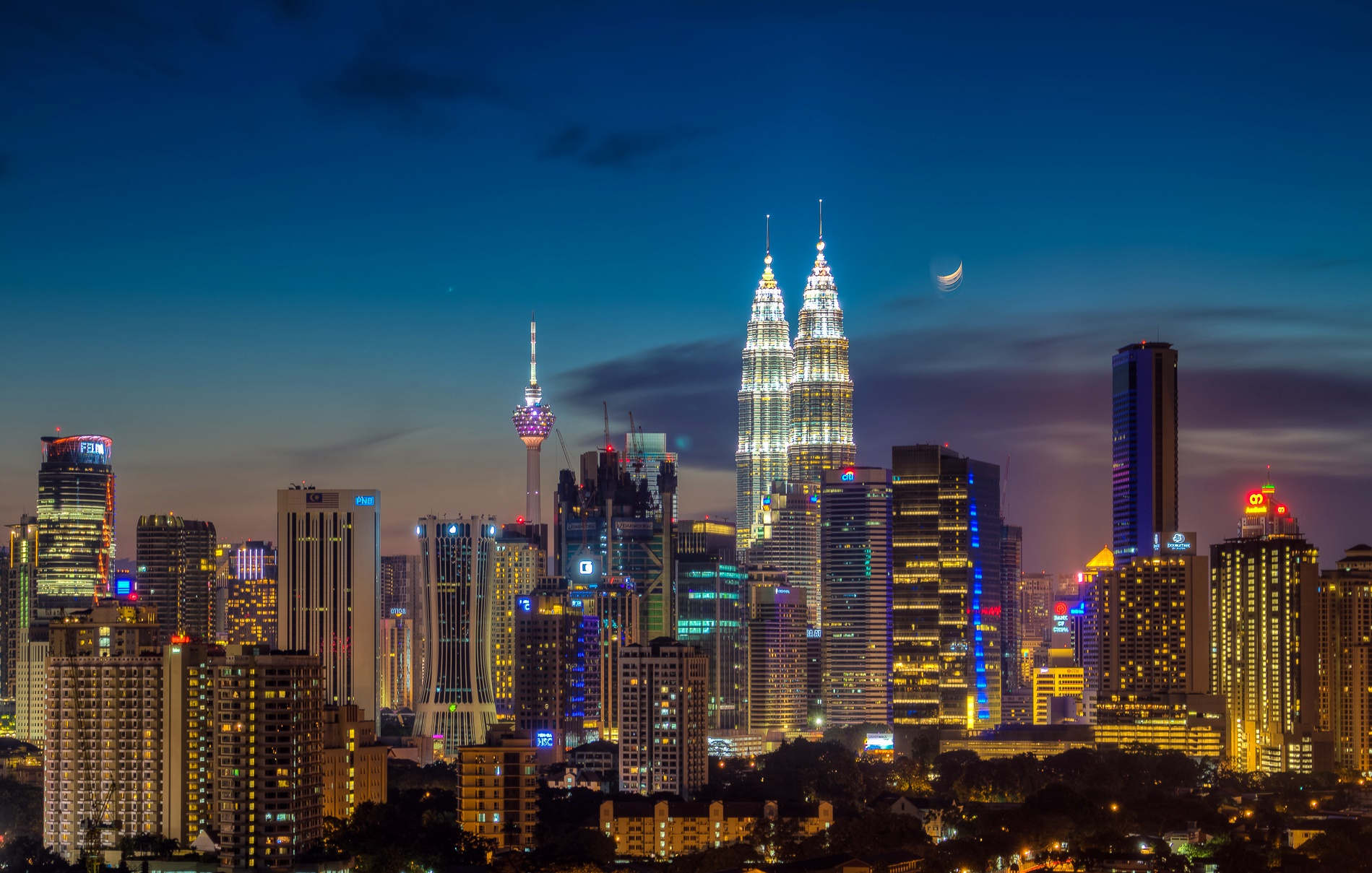
Tòa nhà Tháp đôi Petronas, Kuala Lumpur, Malaysia
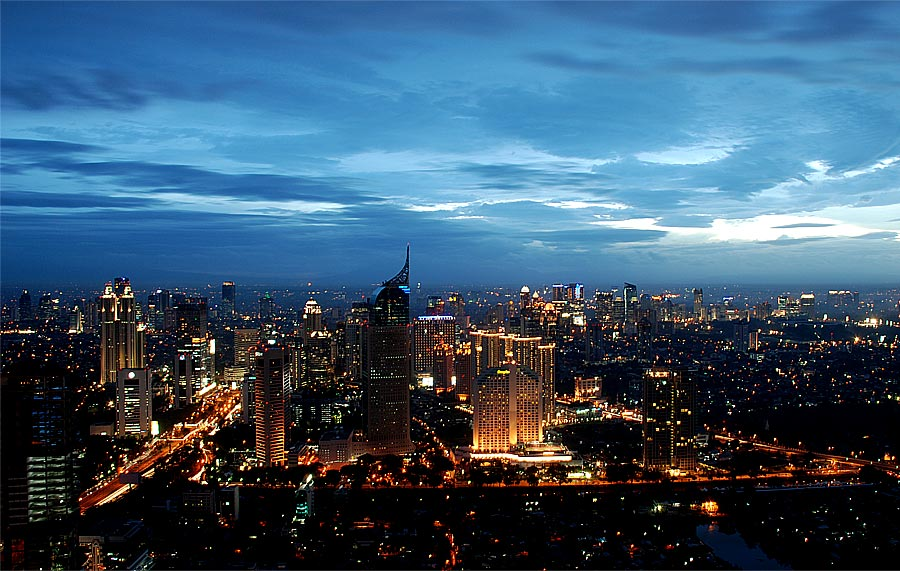
Jakarta, Indonesia
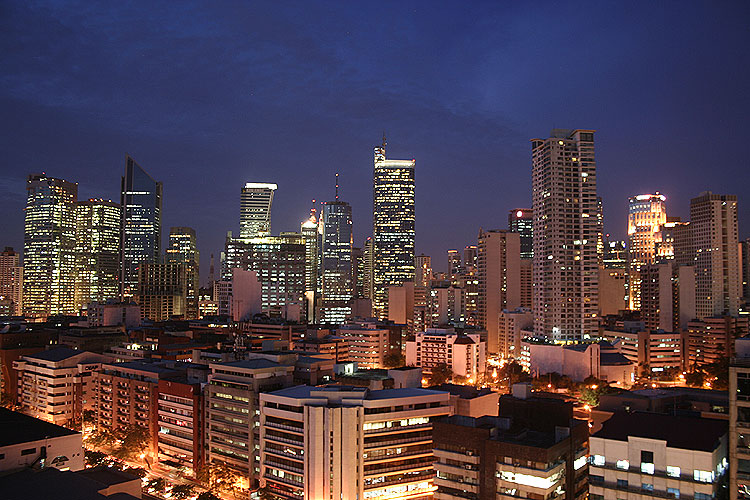
Manila, Philippines
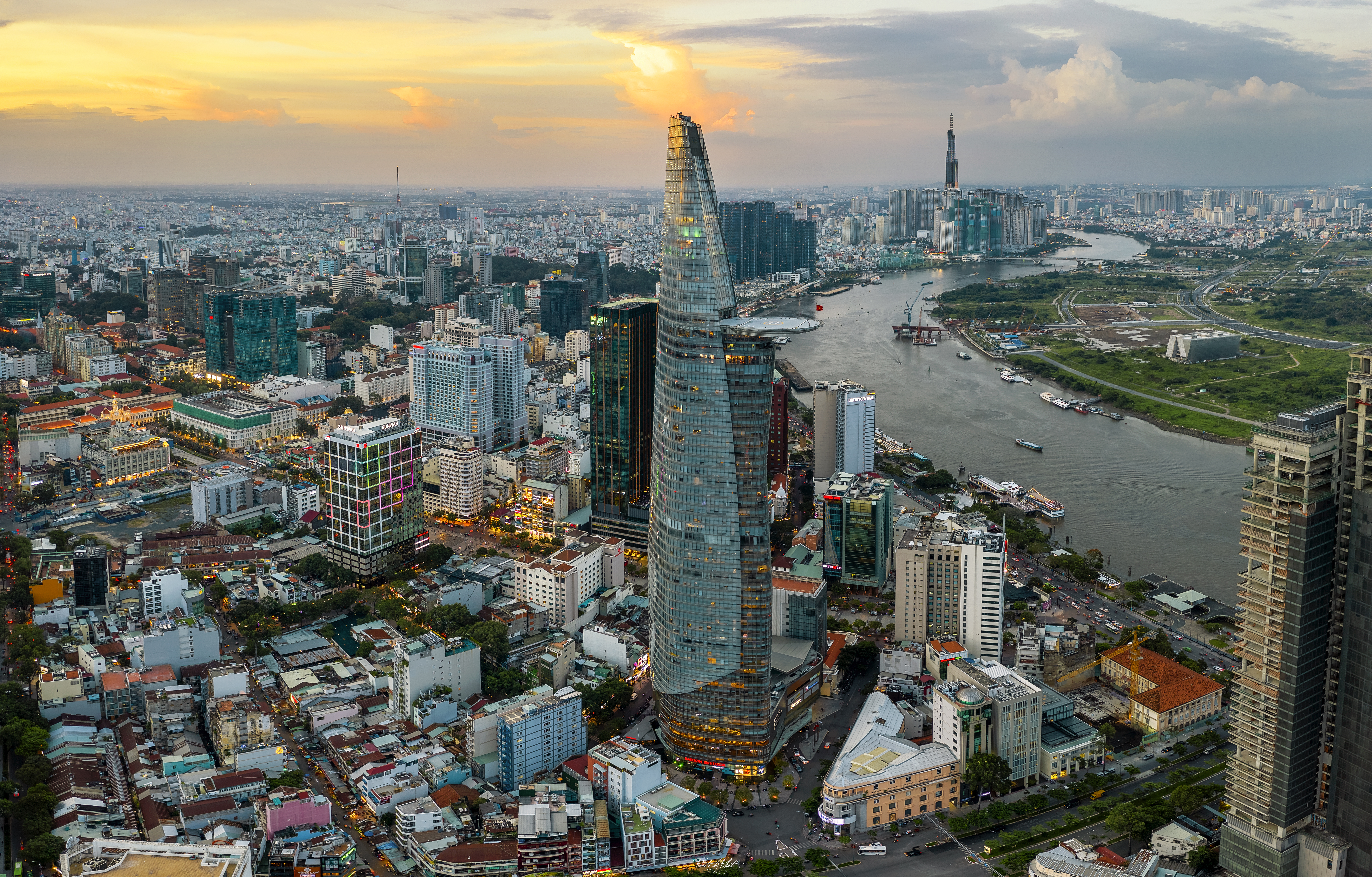
Ho Chi Minh City, Viet Nam